# 猪頭香緒里
猪頭 香緒里（いとう かおり、1976年12月12日 - ）は、岡山県真庭市出身の女子競輪選手、元プロスノーボーダー。競輪選手としては日本競輪選手会岡山支部所属、ホームバンクは玉野競輪場。日本競輪学校（当時。以下、競輪学校）第104期生。師匠は大前寛則（57期）。旧姓、藤原。

## 経歴
美作女子大学（当時）出身。大学卒業後の1999年に岡山エフエム放送に入社するも1年で退職、スノーボード（種目はスノーボードクロス）の道に進む。
藤原香緒里として2004年にプロライセンスを取得、プロスノーボーダーとして各地の大会に参戦した。2011年に結婚し引退したが、友人の父親に「ガールズケイリン選手になってみたら？」と勧められた事がきっかけで競輪選手を目指すことにしたという。
その直後に競輪学校第104回生入学試験を適性で受験。プロスノーボーダー時代の実績が認められ、1次試験は免除された。2011年12月16日、競輪学校入学試験に合格。在校競走成績は12位（1勝）。
2013年5月13日、京王閣競輪場でデビューし5着。初勝利は2014年2月10日の伊東温泉競輪場で挙げた。
2016年6月に産休に入り2017年に長女を、2018年に長男を、それぞれ出産したため長期欠場が続いていたが、2020年1月にレース復帰を果たした。